# Матриця Гільберта
У лінійній алгебрі, матрицею Гільберта (була введена Давидом Гільбертом у 1894) називається квадратна матриця H з елементами:
{\displaystyle H_{ij}={\frac {1}{i+j-1}},i,j=1,2,3,...,n}
Наприклад, матриця Гільберта 5 × 5 має вигляд:
{\displaystyle H={\begin{bmatrix}1&{\frac {1}{2}}&{\frac {1}{3}}&{\frac {1}{4}}&{\frac {1}{5}}\\[4pt]{\frac {1}{2}}&{\frac {1}{3}}&{\frac {1}{4}}&{\frac {1}{5}}&{\frac {1}{6}}\\[4pt]{\frac {1}{3}}&{\frac {1}{4}}&{\frac {1}{5}}&{\frac {1}{6}}&{\frac {1}{7}}\\[4pt]{\frac {1}{4}}&{\frac {1}{5}}&{\frac {1}{6}}&{\frac {1}{7}}&{\frac {1}{8}}\\[4pt]{\frac {1}{5}}&{\frac {1}{6}}&{\frac {1}{7}}&{\frac {1}{8}}&{\frac {1}{9}}\end{bmatrix}}.}
На матрицю Гільберта можна подивитися як на матрицю, отриману з інтегралів:
{\displaystyle H_{ij}=\int _{0}^{1}x^{i+j-2}\,dx,}
тобто, як на матрицю Грама для степенів x. Вона виникає при апроксимації функцій поліномами методом найменших квадратів.
Матриця Гільберта є стандартним прикладом погано обумовлених матриць, що робить їх незручними для обчислення з допомогою обчислювально нестійких методів. Наприклад, число обумовленості відносно {\displaystyle \left\|\cdot \right\|_{2}} — норми для матриці, що наведена вище, дорівнює 4.8 · 105.

## Історія
Гільберт (1894) ввів матрицю Гільберта при вивченні наступного питання: «Нехай I = [a, b] — дійсний інтервал. Чи можливо тоді знайти ненульовий поліном P з цілочисельними коефіціентами такий, що інтеграл
{\displaystyle \int _{a}^{b}P(x)^{2}dx}
був би не менше будь-якого заданого числа ε > 0?» Для відповіді на дане питання Гільберт вивів точну формулу для визначника матриці Гільберта та дослідив її асимптотику. Він зробив висновок, що відповідь позитивна, якщо довжина b − a інтервалу менше ніж 4.

## Властивості
- Матриця Гільберта є симетричною додатно визначеною матрицею. Більш того, матриця Гільберта є цілком додатньою матрицею.

- Матриця Гільберта є прикладом ганкелевої матриці.

- Визначник матриці Гільберта може бути виражений в явному вигляді, як окремий випадок визначника Коши. Визначник матриці Гільберта n × n дорівнює

{\displaystyle \det(H)={{c_{n}^{\;4}} \over {c_{2n}}},}
де
{\displaystyle c_{n}=\prod _{i=1}^{n-1}i^{n-i}=\prod _{i=1}^{n-1}i!.\,}
Вже Гільберт помітив цікавий факт, що визначник матриці Гільберта — це зворотнє ціле число (див. послідовність послідовність A005249 з Онлайн енциклопедії послідовностей цілих чисел, OEIS). Цей факт випливає з рівності
{\displaystyle {1 \over \det(H)}={{c_{2n}} \over {c_{n}^{\;4}}}=n!\cdot \prod _{i=1}^{2n-1}{i \choose [i/2]}.}
Користуючись формулою Стірлінга можна встановити наступний асимптотичний результат:
{\displaystyle \det(H)\approx a_{n}\,n^{-1/4}(2\pi )^{n}\,4^{-n^{2}}}
де an сходиться до константи {\displaystyle e^{1/4}2^{1/12}A^{-3}\approx 0.6450} при {\displaystyle n\rightarrow \infty }, де A — постійна Глейшера-Кінкелина.
- Матриця, зворотня до матриці Гільберта, може бути виражена у явному вигляді через біноміальні коефіцієнти:

{\displaystyle (H^{-1})_{ij}=(-1)^{i+j}(i+j-1){n+i-1 \choose n-j}{n+j-1 \choose n-i}{i+j-2 \choose i-1}^{2}}
де n — порядок матриці. Таким чином, елементи зворотньої матриці {\displaystyle H^{-1}} — цілі числа.
- Число обумовленості матриці Гільберта n × n зростає як {\displaystyle O((1+{\sqrt {2}})^{4n}/{\sqrt {n}})}.

## Вклад Давида Гільберта в науку
- Простори: Гільбертів простір, Передгільбертів простір, Гільбертів куб
- Аксіоматика: Аксіоматика Гільберта
- Теореми: Теорема Гільберта 90, Теорема Гільберта про базис, Теорема Гільберта про нулі, Теорема Гільберта-Шмідта[ru]
- Оператори: Перетворення Гільберта, оператор Гільберта — Шмідта
- Загальна теорія відносності: Рівняння Ейнштейна-Гільберта
- Інше: Проблеми Гільберта, Крива Гільберта, Матриця Гільберта, Проблема Гільберта-Арнольда[ru], Функція Гільберта, Парадокс Гільберта